# 京城高等商業学校
| 京城高等商業学校 （京城高商） | 京城高等商業学校 （京城高商）                    |
| ----------------------------- | ------------------------------------------------ |
| 過去校名                      | 東洋協会専門学校京城分校 東洋協会京城専門学校    |
| 統合学校                      | 京城法学専門学校                                 |
| 種別                          | 私立、後に官立                                   |
| 創立                          | 1922年                                           |
| 所在地                        | 京城府大和町1丁目24番地 (現ソウル特別市中区筆洞) |
| 創立者                        | 東洋協会                                         |
| 初代校長                      | 河合弘民                                         |
| 廃止                          | 1945年                                           |
| 後身校                        | ソウル大学校経営大学                             |
| 同窓会                        | 崇陵会                                           |

京城高等商業学校（けいじょうこうとうしょうぎょうがっこう）は、1922年（大正11年）3月、日本統治下の朝鮮に設立された旧制専門学校。通称は「京城高商」。

## 概要
- 京城高商の前身は東洋協会によって設立された東洋協会専門学校（拓殖大学の前身）京城分校である。この分校が本校から独立して東洋協会京城専門学校、さらに私立京城高商への改組を経て官立専門学校となった。朝鮮総督府の所管学校であり、本科が設置された。
- 日本統治下の朝鮮に存在した専門学校の中で唯一「内地人」教育を掲げる学校だった。
- 第二次世界大戦中に京城経済専門学校（京城経専）と改称された。
- 日本の敗戦に伴う廃校ののち、韓国人によるソウル経済専門学校として再発足し、ついで商科大学としてソウル大学校の一部に組み込まれ（現：経営大学）、現在に至っている。
- 卒業生により同窓会「崇陵会」が組織されている。

## 沿革
- 1907年（明治40年）
  - 5月 - 東洋協会韓国支部を開設[2]。
  - 8月 - 韓国在住の日本人居留民団が東洋協会に学校設立要請を行う[3][4]。
  - 10月 - 京城府大和町一丁目24番地に「東洋協会専門学校（台湾協会学校の後身校）京城分校」が設立される。
  - 河合弘民（文学博士）が幹事に就任[5]。
- 1915年（大正4年）8月 - 本校の改称に伴い「東洋協会植民専門学校京城分校」と改称。
- 1916年（大正5年）6月 - 朝鮮総督府により、東洋協会植民専門学校京城分校の設立が認可され、その管轄下に置かれる。
- 1918年（大正7年）
  - 4月 - 本校の拓殖大学への改称に伴い、「東洋協会京城専門学校」として独立（創立年）[6]。
  - 6月 - 独立に伴い開校式を挙行。
- 1919年（大正8年）
  - 3月 - 旧・東洋協会植民専門学校の3年修了者の卒業式を挙行。東京本校から派遣された生徒の卒業式はこの時をもって最後となる。
  - 5月 - 京城崇二洞に校舎を新築し移転を完了。同年寄宿舎も新築される。
- 1920年（大正9年）5月 - 朝鮮総督府・朝鮮銀行・満鉄3者出資の財団法人が経営母体となり、「私立京城高等商業学校」に改組される。
- 1922年（大正11年）3月 - 官立（国立）「京城高等商業学校」に改組される。本科（修業年限3年）を設置し、同年4月に開校[7]。
- 1925年（大正14年） - 朝鮮人学生がはじめて入学する[8]。
- 1939年（昭和14年）10月 - 京城府城北区鍾岩町19番地の新校舎に移転[1]。
- 1941年（昭和16年）12月 - 修業年限が2年9ヶ月に短縮され、第22回生の卒業式を繰り上げて挙行。
- 1944年（昭和19年）4月 - 京城法学専門学校を統合し、「京城経済専門学校」と改称。修業年限をさらに2年6ヶ月に短縮。
- 1945年（昭和20年）8月 - 日本の敗戦に伴い、廃校。

廃校後
- 1945年10月 - 韓国人による「ソウル経済専門学校」として再発足。
- 1946年8月 - 国立ソウル大学校を構成する商科大学となる。

## 校地
- 1907年10月：分校設立時の校地は京城府大和町1丁目24番地[1]（現在のソウル特別市中区筆洞）。
- 1919年4月：京城府崇二洞（崇二ヶ丘）に新校舎が落成し移転[1]。
- 1939年10月：京城府城北区鍾岩町19番地に移転[1]。

## 歴代校長
前身である東洋協会京城専門学校・私立京城高等商業学校の時期、および経済専門学校への改称後の時期も含む。
幹事
- 初代 - 河合弘民（1907年（明治40年）10月 - 1915年（大正4年）4月） - 東洋協会専門学校（本校）から赴任
- 第2代 - 児玉秀雄（1915年（大正4年）4月 - 1916年（大正5年）11月） - （前）朝鮮総督府総務局長

校長
- 初代 - 吾孫子勝（1916年（大正5年）11月-1921年3月） - 京城専修学校（のちの京城法学専門学校）校長と兼務。
- 第2代 - 鈴木孫彦（1921年6月-1928年3月） - 初代の専任校長
- 第3代 - 岩佐重一（1928年3月-1939年4月）
- 第4代 - 山本智道（1939年4月-1943年4月）
- 第5代 - 兼安麟太郎（1943年4月-1945年8月） - 1944年4月より京城経専校長。

統合された京城法学専門学校の校長
- 平井三男 - (不詳)

## 教員
- 板橋菊松 - ジャーナリスト、大学教授
- 四方博 - 経済学者

統合された京城法学専門学校の教員
- 松岡修太郎 - 法学者
- 羽賀準一 - 剣道家

## 出身者
- 和田節治（1921年・1回卒）- 元パイロット万年筆社長
- 山口義男（1925年・5回卒）- 元大阪酸素工業会長
- 全禮鎔（1930年・10回卒）- 元韓国銀行総裁、九州帝国大学卒
- 朴斗秉（1932年・12回卒）- 元OB（現・斗山）グループ会長、元大韓商工会議所会長
- 安永豊人（1934年・14回卒）- 元川上塗料社長
- 宋仁相（1935年・15回卒）- 元韓国財政部長官
- 申泰煥（1936年・16回卒）- 経済学者、元ソウル大学校総長、初代韓国国土統一院長官、東京商科大学卒
- 李東煥（1940年・20回卒）- 元駐日韓国代表部首席代表、元駐オーストラリア大使、東京商科大学卒
- 金東祚（1940年・20回卒）- 元韓国外交部長官、初代駐日大韓民国大使、九州帝国大学卒
- 洪升熹（1941年・21回卒）- 元韓国財政部長官
- 鄭寿昌（1941年・21回卒）- 元斗山グループ会長、元大韓商工会議所会長
- 金裕澤（1941年・22回卒）- 元韓国経済企画院長官、九州帝国大学卒
- 崔仁圭（1941年・22回卒）- 元韓国内務部長官
- 金埈成（1942年・23回卒）- 元韓国銀行総裁

統合された京城法学専門学校の出身者
- 杉本春生(不詳) - 詩人、文芸評論家
- 咸俊鎬(不詳) - 大韓民国の軍人
- 金容培(1944年卒) - 大韓民国の軍人、実業家
- 金炯一(1945年卒) - 大韓民国の軍人、政治家
- 金弘植(1931年卒) - 大韓民国の政治家、官僚

## 関連書籍
- 欧文社編輯部 『全国上級学校大観[9]』 欧文社、1938年
- 京城高等商業学校（同経済専門学校）同窓会崇陵会 『京城高等商業学校創立70年記念文集；一粒の麦』 1990年
- 稲葉継雄 『旧韓国～朝鮮の「内地人」教育』 九州大学出版会、2005年 ISBN 4873788846
  - 第13章「京城高等商業学校」。
- 拓殖大学創立百年史編纂専門委員会 『拓殖大学百年史』 資料編 海外兄弟校、学校法人拓殖大学、2008年
- 拓殖大学創立百年史編纂専門委員会 『拓殖大学百年史』 明治編、学校法人拓殖大学、2010年
- 拓殖大学創立百年史編纂専門委員会 『拓殖大学百年史』 大正編、学校法人拓殖大学、2010年
- 拓殖大学創立百年史編纂専門委員会 『拓殖大学百年史』 昭和前編、学校法人拓殖大学、2011年

## 関連事項
他の官立高等商業学校については高等商業学校#主要な高等商業学校を参照。
- 旧外地の高等教育機関
- 日本統治時代の朝鮮の高等教育機関
- 高等商業学校
- 旧制専門学校
- 京城帝国大学
- 台北高等商業学校
- 拓殖大学
- ソウル大学校